# Südstern (metrostation)
Südstern is een station van de metro van Berlijn, gelegen onder het gelijknamige plein in het Berlijnse stadsdeel Kreuzberg. Het metrostation werd geopend op 14 december 1924 als voorlopig eindpunt van de Nord-Süd-Bahn. Het station heette oorspronkelijk naar een nabije straat Hasenheide, onderging meerdere naamswijzigingen en is tegenwoordig onderdeel van lijn U7.
Het Berlijnse stadsbestuur kampte bij de aanleg van de Nord-Süd-Bahn met een constant gebrek aan financiële middelen, waardoor de lijn na de opening in 1923 steeds in kleine etappes werd verlengd. Als eerste besloot men de oostelijke tak naar Neukölln, de latere lijn CI en de huidige U7, aan te leggen. Nadat op 19 april 1924 de eerste verlenging tot Gneisenaustraße gereed was, volgde op 14 december de openstelling van station Hasenheide. Tot de verdere verlenging van de lijn naar de Bergstraße op 11 april 1926 was Hasenheide het zuidoostelijke eindpunt van de Nord-Süd-Bahn.
Het metrostation werd ontworpen door Alfred Grenander en kreeg als eerste station van de Nord-Süd-Bahn een bekleding met tegels. Vanwege geldgebrek werden de wanden in de eerder geopende stations namelijk gepleisterd. De rode kenkleur van het station kwam onder andere tot uiting in de omlijsting van de stationsborden en de betegeling van de zuilen op het eilandperron.
In 1933 werd het station naar het bovenliggende plein hernoemd tot Kaiser-Friedrich-Platz; zes jaar later volgde de tweede naamswijziging en ging het station Gardepionierplatz heten.

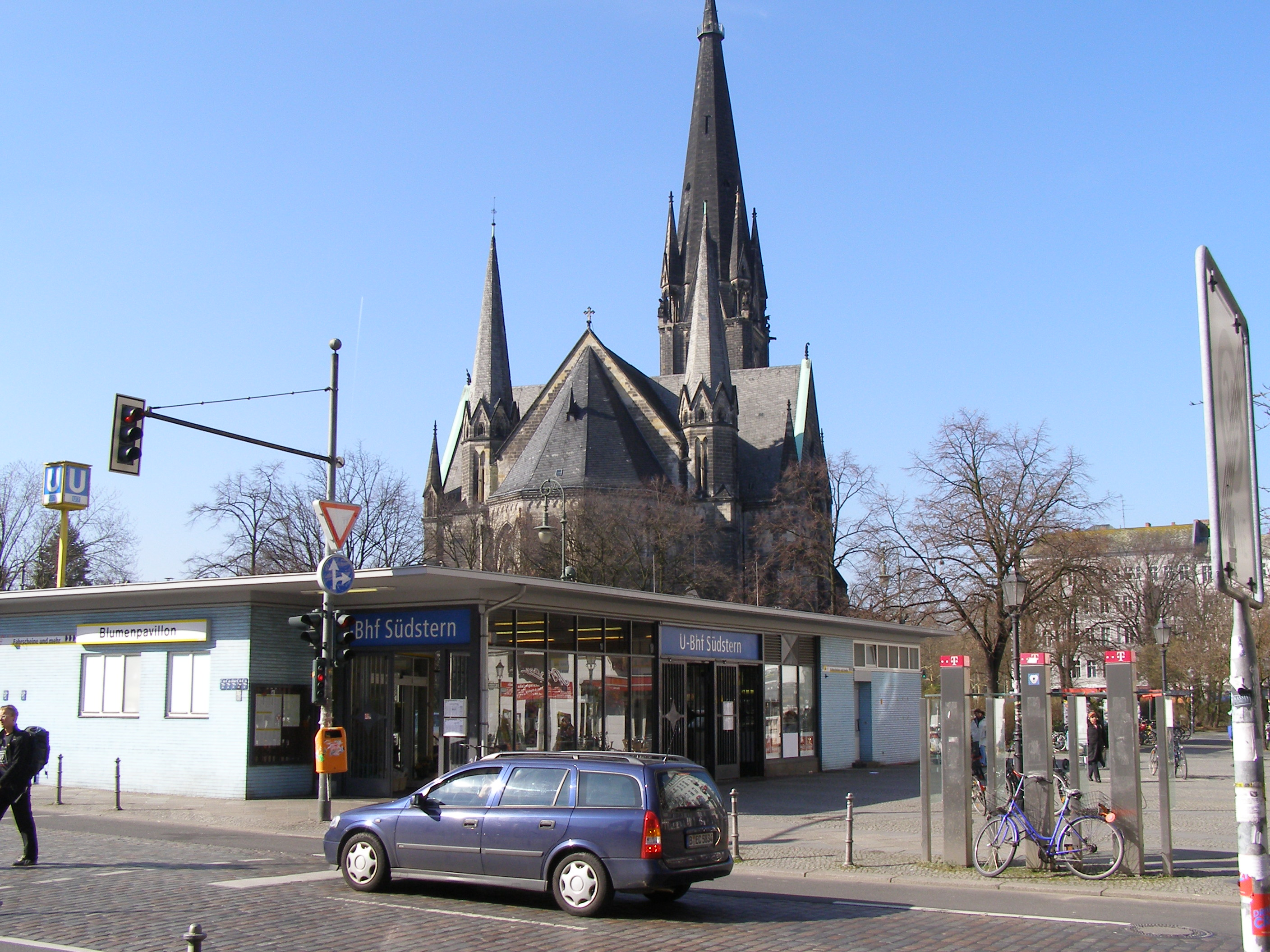
Toegangsgebouw op het plein

Tijdens de Tweede Wereldoorlog leed het metrostation aanzienlijke schade. Op 24 mei 1944 werd het station voor het eerst getroffen en raakte de tunnel beschadigd. Bij een tweede treffer in het midden van april 1945 stortte een deel van het dak in. Meteen na het einde van de oorlog begonnen de herstelwerkzaamheden, zodat op 11 juni 1945 weer konden rijden tussen Hermannplatz en Mehringdamm - het eerste traject van het gehele metronet dat weer in dienst kwam - en de doorgaande dienst op lijn CI vanaf 5 december hersteld was. In 1947 kregen het plein en het metrostation hun huidige naam Südstern.
In 1958 kreeg het station een nieuw uiterlijk. Het oorspronkelijk 80 meter lange perron werd in oostelijke richting verlengd tot 110 meter, om ruimte aan zesrijtuigtreinen te bieden. Hierbij werden de uitgangen aan de beide uiteinden van het perron gesloten en ontstond er een nieuwe uitgang in het midden van het station, leidend naar een bovengronds toegangsgebouw.
In het kader van het drempelvrij maken van de Berlijnse metrostations kreeg station Südstern in december 2009 een lift..